# Mizutani Yaeko

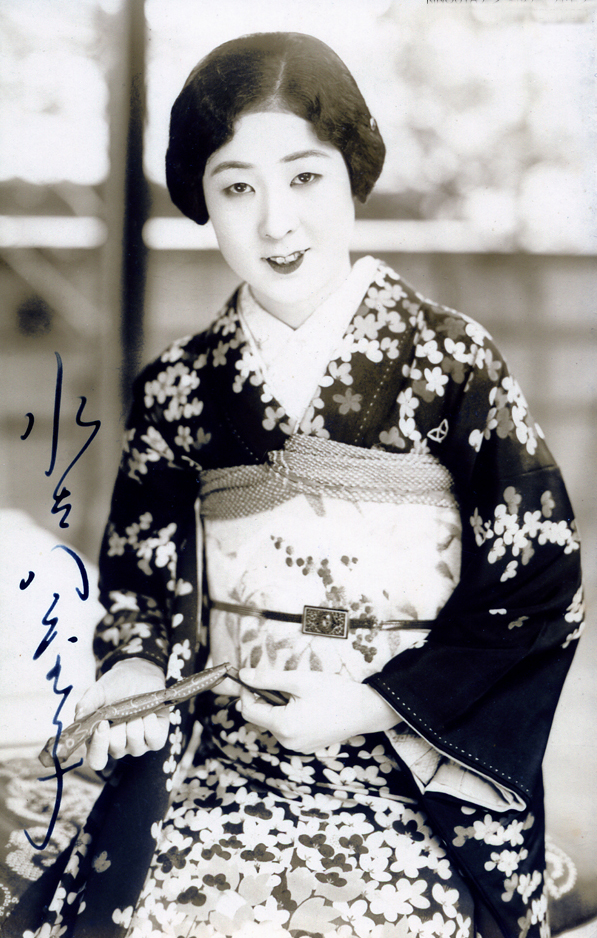
Mizutani Yaeko

Mizutani Yaeko (japanisch 水谷 八重子, eigentlich 松野 八重子 Matsuno Yaeko; geboren 1. August 1905 in Tokio; gestorben 1. Oktober 1979 daselbst) war eine japanische Theater- und Filmschauspielerin. 

## Leben und Werk
Mizutani Yaeko trat 1916 zum ersten Mal auf der Bühne auf, und zwar in der Rolle der Sergia in einer Theaterfassung des Tolstoi-Romans Anna Karenina. Ihre erste Filmrolle bekam sie 1921 in Hatanaka Ryōhas Film „Kan-tsubaki“ (寒椿) – „Winter-Kamelie“ – im Jahr 1921.
Obwohl sie in Filmen wie „Namiko“ (浪子; 1923) von Tanaka Eizō und 1932 in Shimazu Yasujirōs „Jōriku daiippo“ (上陸第一歩) – „Draußen die ersten Schritte“ – auftrat, war sie vor allem auf der Bühne zu sehen. Dabei gelang es ihr, die am Boden liegende Truppe des Geijutsu-zas (芸術座) wieder zum Erfolg zu führen, als Japans führende Bühnen-Darstellerin mit Rollen wie Nora in Henrik Ibsens „Ein Puppenheim“ 1924.
Um 1928 begann Mizutani in Dramen der „Neuen Richtung“ – „Shimpa“ (新派), aufzutreten. Sie war dann auch in der Nachkriegsperiode aktiv in der Shimpa-Richtung und wurde nach dem Tode des Stars Hanayagi Shōtarō (1894–1965) deren führende Vertreterin. 
1953 wurde Mizutani mit dem NHK-Preis, 1954 mit dem Mainichi-Theaterpreis für ihre Truppe, 1956 mit dem Preis der Japanischen Akademie der Künste, 1957 mit dem Kikuchi-Kan-Preis ausgezeichnet. 1971 wurde sie als Person mit besonderen kulturellen Verdiensten geehrt. 1972 erhielt die den Asahi-Kulturpreis.
Ihre Tochter Yoshie (良重), geboren 1939, tritt als „Mizutani Yaeko II.“ auf.